# Баклашёв, Никита Андреевич
Никита Андреевич Баклашёв (род. 5 февраля 2005, Москва) — российский хоккеист, защитник.

## Биография
Воспитанник московского «Динамо» в сезонах 2021/22 — 2023/24 играл за молодёжную команду клуба в МХЛ. В июне 2024 года был отдан в годичную аренду в клуб КХЛ «Сочи». Сезон 2024/25 начал в команде ВХЛ «Ростов», 3 октября в домашнем матче «Сочи» против «Адмирала» (5:0) дебютировал в КХЛ.